# Vianden (canton)
Vianden este un canton al Luxemburgului în districtul Diekirch.
Cantonul conține următoarele comune: 
- Putscheid
- Tandel
- Vianden

1. ↑   https://statistiques.public.lu/fr/territoire-environnement/index.html Lipsește sau este vid: |title= (ajutor)